# Port en drapeau

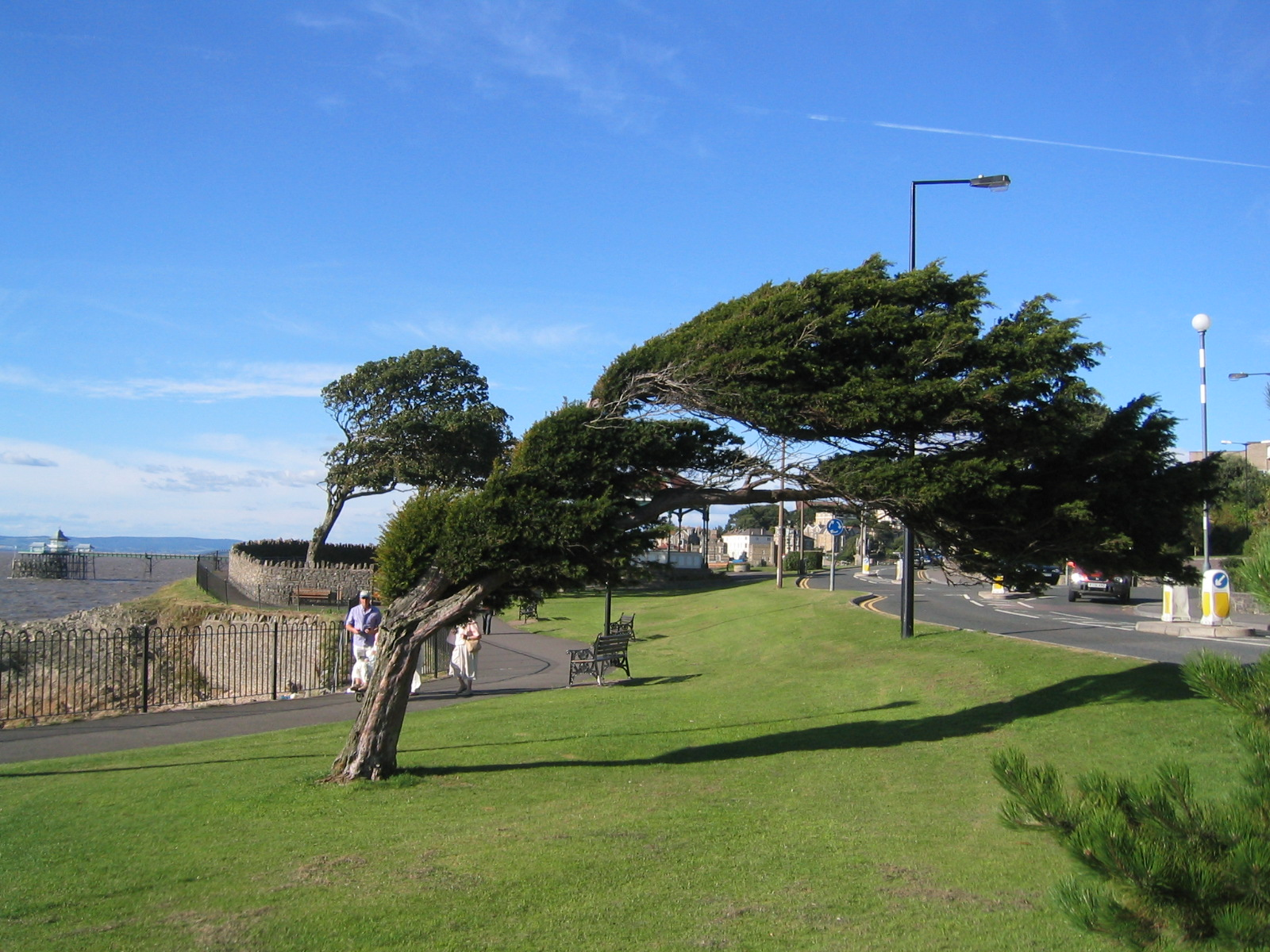
Arbres en drapeau, sur la côte du North Somerset (Angleterre)

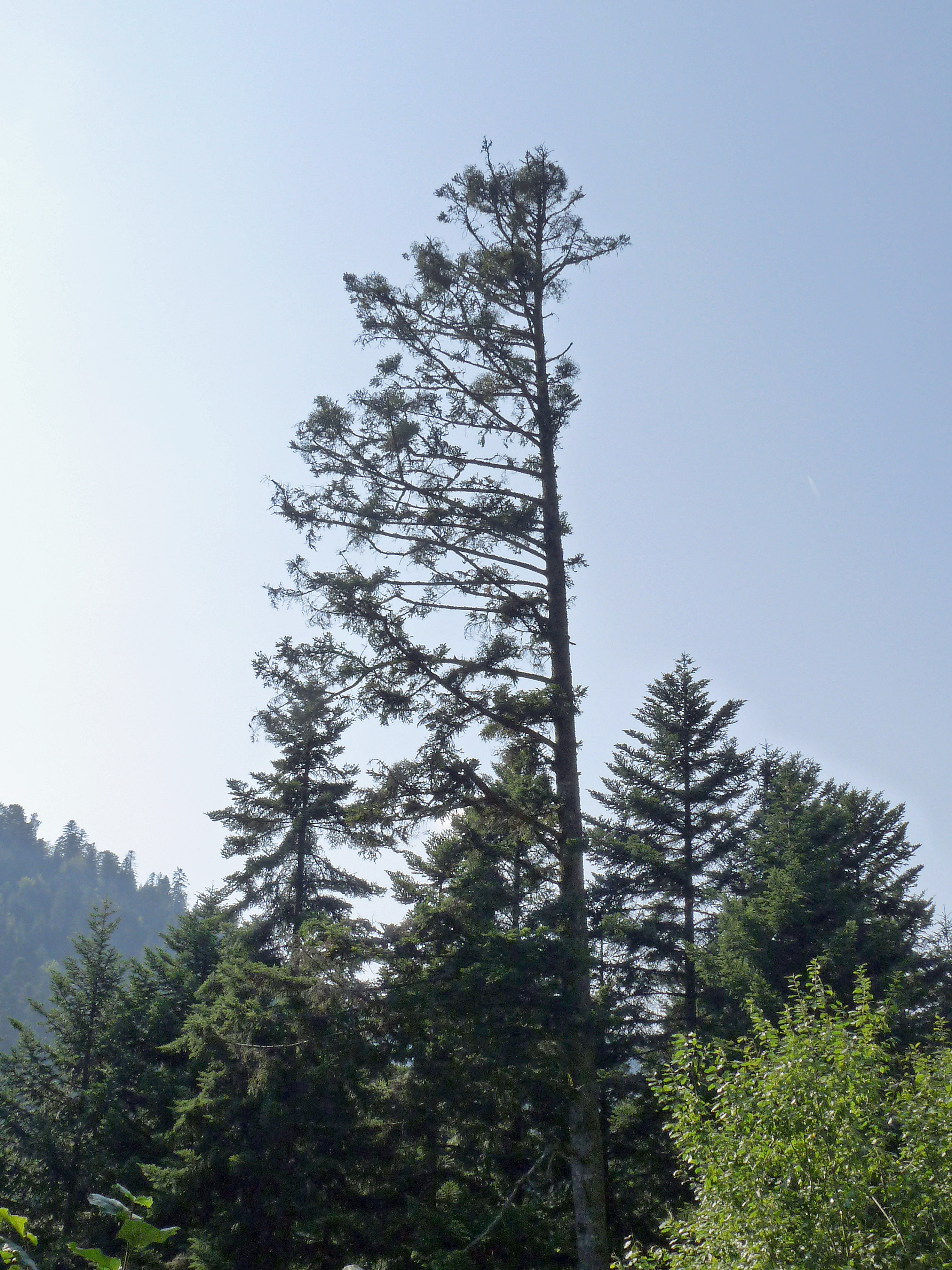
Port asymétrique en drapeau sur tronc resté vertical, typique de certains conifères (ici arbre émergent d'une canopée dans le Défilé de Straiture (Vosges, France)

Un port en drapeau est la forme que peut prendre un arbre sous l'effet de vents forts soufflant régulièrement d'une même direction et l'obligeant à développer ses branches ou à les conserver, dans le sens de ces vents dominants. Le houppier présente un étirement maximum dans le sens dominant du vent et le tronc est parfois presque couché. 
En bordure de mer s'ajoutent les effets des embruns marins (sel et polluants marins). Tous les arbres ont des réponses biomécaniques et d'aérodynamisme face au stress que constitue un vent unilatéral fort et régulier, mais elles diffèrent selon les essences,. 

## Enjeux paysagers
Ces arbres contribuent à la spécificité des nombreux paysages littoraux et de montagne, comme sur les falaises, landes et pelouses de front de mer en France . Cela est pareil pour les paysages insulaires comme en Bretagne et en Corse ou pour certains paysages arides .

## Enjeux sanitaires
Ces arbres sont souvent plus vulnérables au dépérissement. 

## Bois spéciaux
Autrefois, ces bois avaient une valeur particulière pour les charpentiers, pour les charpentes de marine (bois tors) notamment. Aujourd'hui, ces arbres ont surtout une valeur paysagère, écopaysagère et de protection contre le vent.

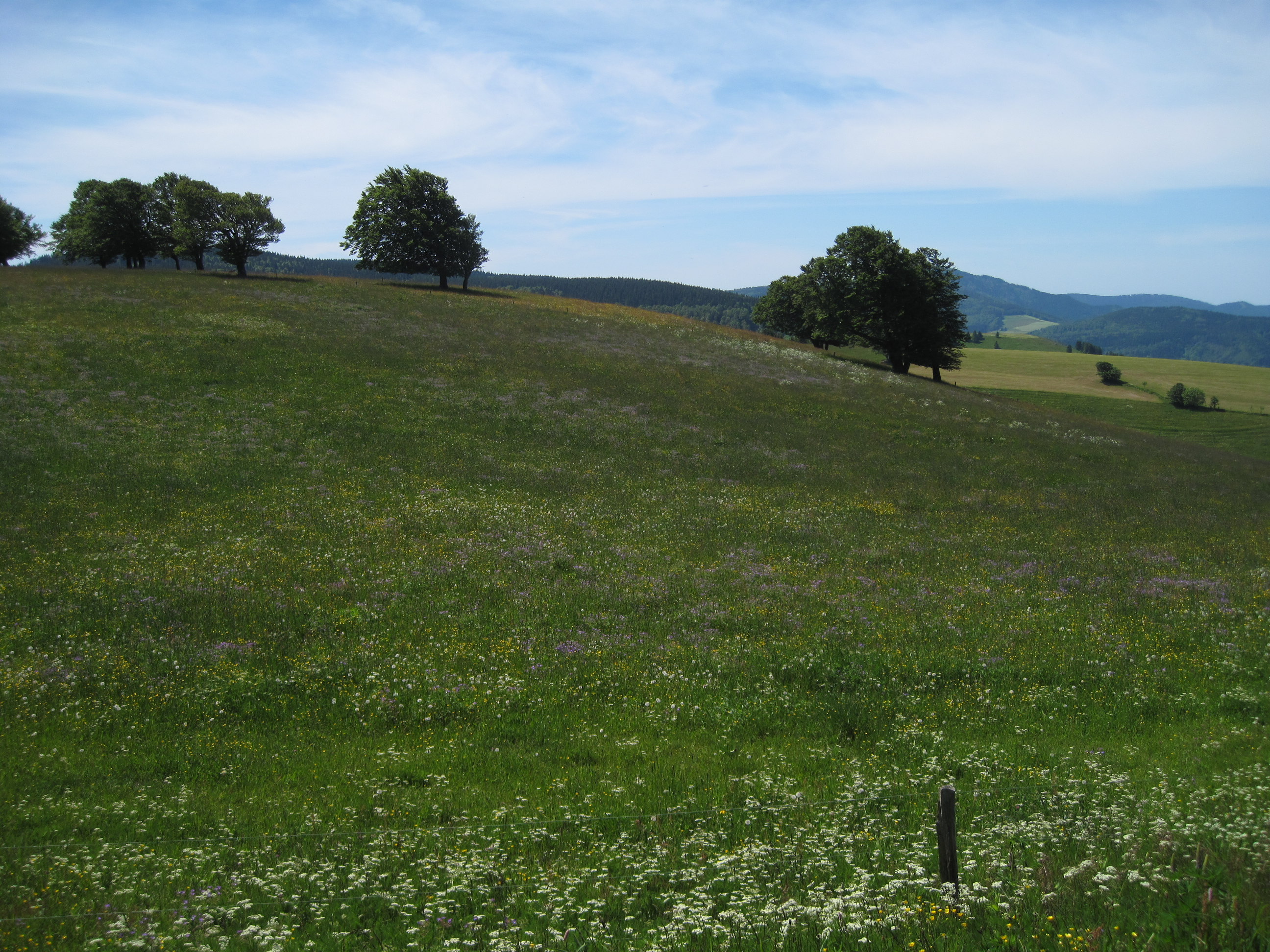
Sur une colline exposée au vent
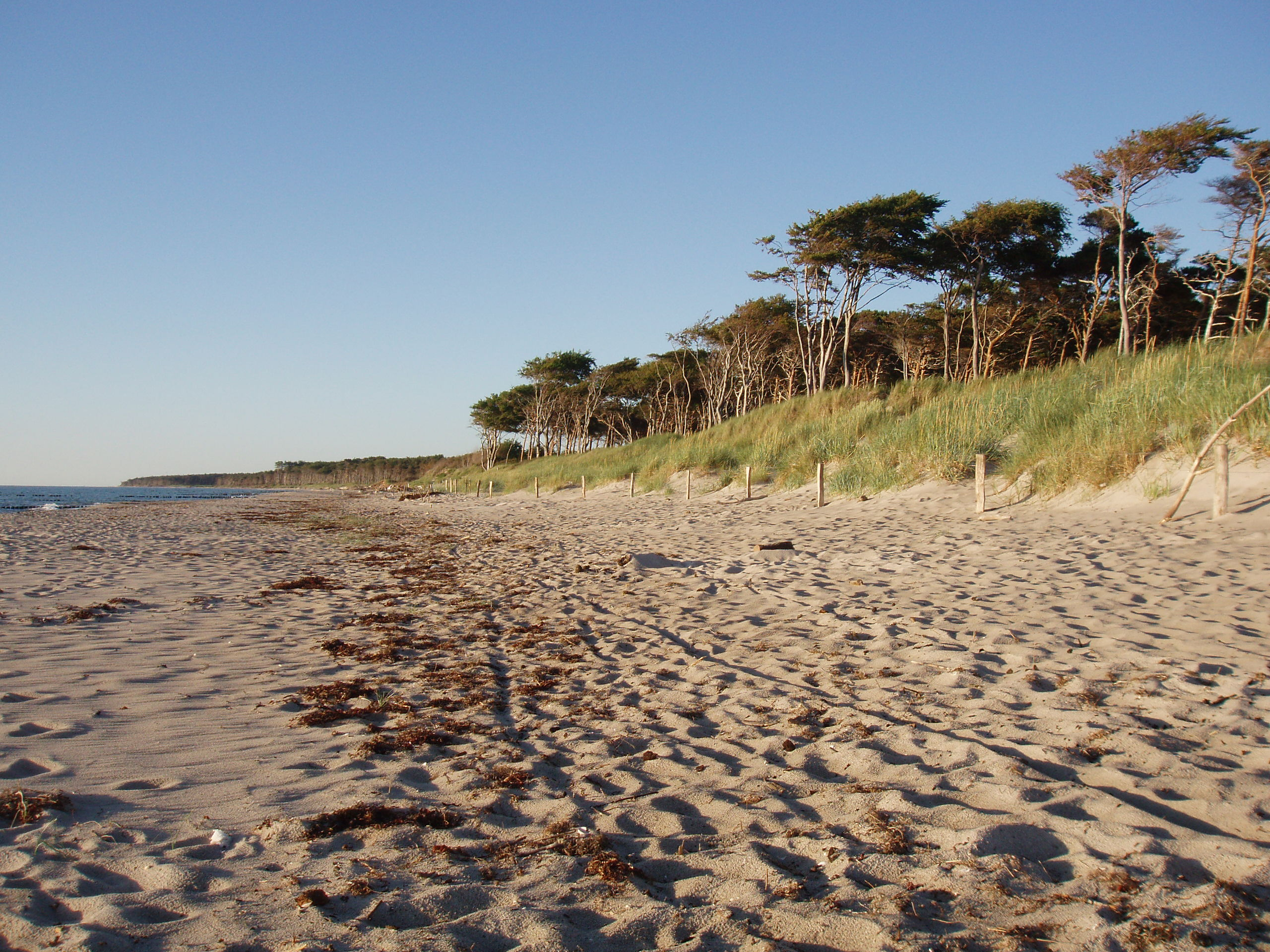
Effets morphologiques du vent (Darß, péninsule de Fischland-Darß-Zingst)
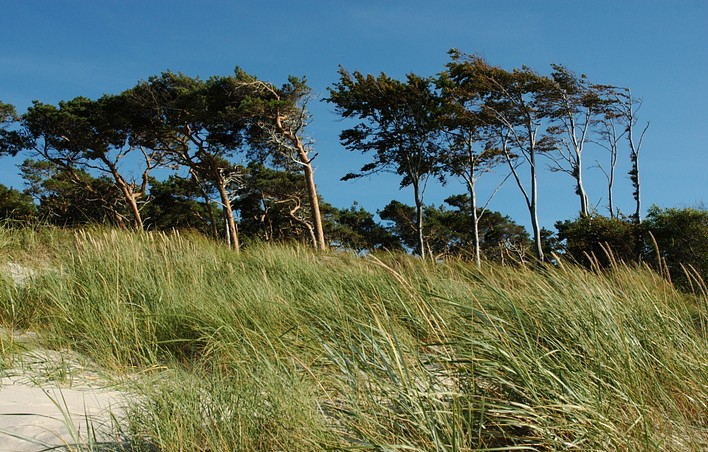
Darß, péninsule de Fischland-Darß-Zingst